# Edward Makuka Nkoloso
Edward Makuka Nkoloso, né en 1919 et mort le 4 mars 1989, est une personnalité zambienne connue pour avoir participé à la lutte anti-colonialiste puis pour avoir proposé un projet de programme spatial dans les années 1960.

## Biographie
Edward Makuka Nkoloso est né en 1919, dans la partie septentrionale de la Rhodésie du Nord. Il est incorporé dans le régiment de Rhodésie du Nord pendant la Seconde Guerre mondiale, et sert finalement comme sergent dans le corps des transmissions. Après la guerre, il devient traducteur pour le gouvernement de Rhodésie du Nord. Il a également été instituteur et a ouvert une nouvelle école, qui aurait été fermée par les autorités britanniques. Il rejoint ensuite le mouvement de résistance anti-colonialiste,,. Il est arrêté et emprisonné en 1956 et 1957. Après sa libération, il est nommé responsable de la sécurité du Parti uni de l'indépendance nationale. Le 24 octobre 1964, la Rhodésie du Nord accède à l’indépendance et le pays adopte le nom de Zambie. Edward Makuka Nkoloso fonde l'Académie nationale zambienne des sciences, de la recherche spatiale et de la philosophie,. En 1964 encore, il participe à la Convention sur la Constitution du Zambie.
En 1964 toujours, Edward Makuka Nkoloso tente de convaincre son gouvernement de créer un programme spatial national afin de tenter d'envoyer un homme dans l'espace, puis, à terme douze astronautes et dix chats sur la planète Mars,. Le terme « Afronauts », inventé par le professeur, désigne les participants au programme. Le gouvernement zambien n'apporte pas de soutien à Nkoloso et le projet s'éteint sans donner de résultat concret,.
Après ce projet, il se présente sans succès à la mairie de Lusaka. Il est nommé par le président Kaunda dans un centre de soutien aux mouvements de libération africains régionaux. Il prend sa retraite en 1972. Il reçoit un diplôme de droit de l'Université de Zambie en 1983, et une médaille d'une commémoration russe «Quarante ans après la victoire dans la Grande Guerre patriotique 1941-1945». Il a été également président de l'Association des anciens militaires de Ndola, fait colonel honoraire de l'armée. Il meurt le 4 mars 1989.

## Postérité du projet de programme spatial
Le projet de programme spatial, même s'il a été abandonné, a marqué les esprits durablement. En 2012, la photographe espagnole Cristina de Middel (en) réalise une série de photos inspirée de ce projet. En 2014, ce personnage atypique d'Edward Makuka Nkoloso est représenté dans le film Nkoloso the Afronaut, présenté au Festival du film de l'Ouganda 2014. En 2014 encore, un court-métrage est réalisé par la cinéaste ghanéenne Nuotama Bodomo sur ce même projet d'Edward Makuka Nkoloso,. En 2019, la romancière zambienne Namwali Serpell publie le roman The Old Drift, traduit en français par Sabine Porte sous le titre Mustiks – Une odyssée en Zambie, un récit situé en Rhodésie/Zambie sur trois générations de femmes, mélangeant histoire, fiction et science-fiction, et évoquant dans quelques-unes de ses pages cette aventure spatiale zambienne imaginée par Edward Makuka Nkoloso.